# Lekkoatletyka na Letnich Igrzyskach Olimpijskich 1960 – bieg na 3000 m z przeszkodami mężczyzn
Bieg na 3000 metrów z przeszkodami mężczyzn podczas XVII Letnich Igrzysk Olimpijskich w Rzymie rozegrano 1 (eliminacje) i 3 września 1960 (finał) na Stadio Olimpico. Zwycięzcą został reprezentant Polski Zdzisław Krzyszkowiak, który w finale ustanowił rekord olimpijski z czasem 8:34,2.

## Rekordy
|                   | Zawodnik              | Narodowość      | Czas   | Data                   | Miejsce   |
| ----------------- | --------------------- | --------------- | ------ | ---------------------- | --------- |
| Rekord świata     | Zdzisław Krzyszkowiak | Polska          | 8:31,4 | 26 czerwca 1960(dts)   | Tuła      |
| Rekord olimpijski | Chris Brasher         | Wielka Brytania | 8:41,2 | 29 listopada 1956(dts) | Melbourne |

## Wyniki
| Poz. - pozycja |
| – rekord świata \| – rekord krajowy \| – rekord życiowy \| = – wyrównany rekord życiowy \| · – najlepszy wynik w sezonie \| = – wyrównany najlepszy wynik w sezonie \| – rekord olimpijski |
| Fn – falstart \| DNF – nie ukończył \| DNS – nie wystartował \| DSQ – zdyskwalifikowany |

### Eliminacje
Rozegrano trzy biegi eliminacyjne. Do finału awansowało po trzech najlepszych zawodników z każdego biegu (Q).

#### Bieg 1
| Poz. | Zawodnik             | Narodowość        | Rezultat | Uwagi |
| ---- | -------------------- | ----------------- | -------- | ----- |
| 1    | Nikołaj Sokołow      | ZSRR              | 8:43,2   | Q     |
| 2    | Gunnar Tjörnebo      | Szwecja           | 8:48,6   | Q     |
| 3    | Hans Hüneke          | Niemcy            | 8:50,4   | Q     |
| 4    | Jeorjos Pepawasileju | Grecja            | 8:51,2   |       |
| 5    | Phil Coleman         | Stany Zjednoczone | 8:56,6   |       |
| 6    | Vlastimil Brlica     | Czechosłowacja    | 8:59,8   |       |
| 7    | Attila Simon         | Węgry             | 9:02,6   |       |
| 8    | Guy Texereau         | Francja           | 9:03,8   |       |
| 9    | Walter Kammermann    | Szwajcaria        | 9:11,8   |       |
| 10   | Eric Shirley         | Wielka Brytania   | 9:14,8   |       |
| 11   | Joaquim Ferreira     | Portugalia        | 9:30,2   |       |
| –    | Balkrishan Singh     | Indie             | DNS      |       |

#### Bieg 2
| Poz. | Zawodnik              | Narodowość        | Rezultat | Uwagi |
| ---- | --------------------- | ----------------- | -------- | ----- |
| 1    | Zdzisław Krzyszkowiak | Polska            | 8:49,6   | Q     |
| 2    | Ludwig Müller         | Niemcy            | 8:49,6   | Q     |
| 3    | Aleksiej Konow        | ZSRR              | 8:50,0   | Q     |
| 4    | George Young          | Stany Zjednoczone | 8:50,8   |       |
| 5    | Bohumír Zháňal        | Czechosłowacja    | 8:52,8   |       |
| 6    | David Chapman         | Wielka Brytania   | 8:53,0   |       |
| 7    | Pentti Karvonen       | Finlandia         | 9:04,8   |       |
| 8    | José Fernández        | Hiszpania         | 9:12,8   |       |
| 9    | Mubarak Shah          | Pakistan          | 9:20,0   |       |
| 10   | Alfredo Tinoco        | Meksyk            | 9:38,0   |       |
| –    | Walter Steinbach      | Austria           | DNS      |       |

#### Bieg 3
| Poz. | Zawodnik          | Narodowość        | Rezultat | Uwagi |
| ---- | ----------------- | ----------------- | -------- | ----- |
| 1    | Siemion Rżyszczyn | ZSRR              | 8:48,0   | Q     |
| 2    | Deacon Jones      | Stany Zjednoczone | 8:49,2   | Q     |
| 3    | Gaston Roelants   | Belgia            | 8:49,4   | Q     |
| 4    | Hermann Buhl      | Niemcy            | 8:49,6   |       |
| 5    | Lage Tedenby      | Szwecja           | 8:52,8   |       |
| 6    | Franc Hafner      | Jugosławia        | 8:55,4   |       |
| 7    | Jerzy Chromik     | Polska            | 9:06,2   |       |
| 8    | Michael Palmer    | Wielka Brytania   | 9:10,4   |       |
| 9    | Gerhart Hecker    | Węgry             | 9:12,4   |       |
| 10   | Cahit Önel        | Turcja            | 9:14,6   |       |
| 11   | Mohamed Lahcen    | Maroko            | 9:29,4   |       |
| –    | Sebastião Mendes  | Brazylia          | DNS      |       |

### Finał
| Poz. | Zawodnik              | Narodowość        | Rezultat | Uwagi |
| ---- | --------------------- | ----------------- | -------- | ----- |
| 1    | Zdzisław Krzyszkowiak | Polska            | 8:34,2   | [ 1 ] |
| 2    | Nikołaj Sokołow       | ZSRR              | 8:36,4   |       |
| 3    | Siemion Rżyszczyn     | ZSRR              | 8:42,2   |       |
| 4    | Gaston Roelants       | Belgia            | 8:47,6   |       |
| 5    | Gunnar Tjörnebo       | Szwecja           | 8:58,6   |       |
| 6    | Ludwig Müller         | Niemcy            | 9:01,6   |       |
| 7    | Deacon Jones          | Stany Zjednoczone | 9:18,2   |       |
| 8    | Aleksiej Konow        | ZSRR              | 9:18,2   |       |
| –    | Hans Hüneke           | Niemcy            | DNF      |       |